# Superstar-Klasse
Die Superstar-Klasse ist eine aus zwei Einheiten bestehende Ro-Pax-Schiffsklasse der Reederei Finnlines. Die Schiffe verkehren im Fährverkehr zwischen Naantali in Finnland und Kapellskär in Schweden.

## Geschichte
Die Schiffe wurden am 16. Dezember 2019 von der Grimaldi Group für ihre Tochtergesellschaft Finnlines bei der chinesischen Werft China Merchants Jinling Shipbuilding (Weihai) Co. bestellt. Der Bau der Finnsirius begann am 1. Juni 2021 und der der Finncanopus am 8. Oktober 2021 mit dem ersten Stahlschnitt. Die Schiffe wurden im Juli bzw. Dezember 2023 abgeliefert. Die Namen der Schiffe gehen auf die beiden hellsten Sterne am Nachthimmel, Sirius und Canopus, zurück. Der Schiffsentwurf stammt vom dänischen Schiffsarchitekturunternehmen Knud E. Hansen. Der Entwurf wurde vom finnischen Schiffsarchitekturunternehmen Deltamarin für die Bauwerft weiterentwickelt.
Die Finnsirius wurde im September 2023 auf dem Ferry Shipping Summit 2023 in Malmö als „Ro-Pax Ferry of the Year 2023“ und im Mai 2024 auf der Shippax Ferry Conference mit dem „Shippax Award 2024“ ausgezeichnet.
Die Schiffe sind Teil eines Flottenerneuerungsprogramms von Finnlines, wozu auch drei Ro-Ro-Schiffe der Eco-Klasse gehören.
Die Schiffe verkehren im Süden des Bottnischen Meerbusens auf der Fährverbindung zwischen Naantali in Finnland und Kapellskär in Schweden via Långnäs auf den Ålandinseln. Sie ersetzten dort die beiden Schiffe der Star-Klasse, Europalink und Finnswan, die auf die Finnlines-Route zwischen Travemünde in Deutschland und Malmö in Schweden verlegt wurden.
Die Fähren befördern auch Passagiere ohne Fahrzeug. Bisher mussten Passagiere auf der Fährverbindung mit einem Fahrzeug unterwegs sein. Für Fußpassagiere stehen Zubringer zwischen den Fähranlegern in Naantali und Turku, Kapellskär und Norrtälje sowie Långnäs und Mariehamn zur Verfügung.

## Beschreibung
Die Schiffe verfügen über einen Hybridantrieb. Im Regelbetrieb werden sie von vier Wärtsilä-Dieselmotoren des Typs 6L46F mit jeweils 7200 kW Leistung angetrieben. Die Motoren wirken über Untersetzungsgetriebe auf zwei Propellergondeln mit Verstellpropeller. Die Schiffe sind mit drei elektrisch angetriebenen Bugstrahlrudern ausgestattet.
Für die Stromerzeugung stehen zwei von den Hauptmotoren angetriebene Wellengeneratoren sowie drei von Dieselmotoren mit zusammen 8250 kW Leistung angetriebene Generatoren zur Verfügung. Die Wellengeneratoren können auch als Elektromotoren für den Antrieb der beiden Antriebswellen genutzt werden. Außerdem sind die Schiffe mit Lithium-Ionen-Akkumulatoren mit einer Kapazität von 5.096 kWh ausgestattet. Sie können im Hafen vollelektrisch und somit emissionsfrei betrieben werden. Dafür stehen neben den Akkumulatoren auch Landanschlüsse zur Verfügung, die auch zum Laden der Akkumulatoren genutzt werden können. Die Akkumulatoren können auch auf See anstelle der Generatoren für die elektrische Versorgung der Schiffe genutzt werden.
Die Schiffe verfügen über ein automatisches Festmachersystem, das das An- und Ablegen in den Häfen vereinfacht und beschleunigt. Sie sind mit Flossenstabilisatoren ausgestattet und verfügen über ein System zur Luftschmierung, das die Reibung bei der Fahrt durchs Wasser verringert. Der Rumpf der Schiffe ist eisverstärkt (Eisklasse 1A Super).
An Bord stehen auf den Decks 1, 3, 5 und 7 vier feste Fahrzeugdecks sowie auf Deck 8 ein höhenverstellbares Deck zur Verfügung. Die Fahrzeugdecks sind über eine Bug- sowie Heckrampen auf Deck 3 und 5 zugänglich und an Bord durch Rampen miteinander verbunden. Die Bugrampe befindet sich auf Deck 3 hinter einem seitlich aufklappbaren Bugvisier, eine weitere Zufahrt befindet sich auf Deck 5 hinter einem nach oben aufklappbaren Bugvisier, auf die eine landseitige Rampe angelegt werden kann. Im hinteren Bereich der Schiffe befindet sich ein nach oben offenes Fahrzeugdeck.
Die Schiffe sind für 1100 Passagiere zugelassen. An Bord stehen 323 Passagierkabinen unterschiedlicher Kategorien zur Verfügung. Die Passagierkabinen sind auf den Decks 9 und 10 untergebracht. Die Schiffe verfügen über sieben Restaurants und Bars. In den öffentlichen Bereichen auf den Decks 10 bis 12 stehen unter anderem Aufenthaltsräume, ein Fitness- und Spa-Bereich, ein Geschäft für den zollfreien Einkauf, eine Spielhalle mit Videospielautomaten, ein Kinderspielbereich sowie ein Businessbereich mit Konferenzräumen zur Verfügung.
Für die bis zu 64-köpfige Schiffsbesatzung stehen 64 Einzelkabinen zur Verfügung. Die Brücke ist auf Deck 10 untergebracht. Sie ist über die gesamte Breite geschlossen. Die Nocken gehen zur besseren Übersicht beim An- und Ablegen und dem Navigieren in engen Fahrwassern etwas über die Schiffsbreite hinaus.

## Schiffe
| Supestar-Klasse | Supestar-Klasse | Supestar-Klasse | Supestar-Klasse                                       |
| Bauname         | Baunr.          | IMO- Nummer     | Kiellegung Aufschwimmen Ablieferung                   |
| --------------- | --------------- | --------------- | ----------------------------------------------------- |
| Finnsirius      | W0276           | 9902419         | 1. April 2022 30. August 2022 18. Juli 2023           |
| Finncanopus     | W0277           | 9902421         | 1. September 2022 30. Dezember 2022 12. Dezember 2023 |

Die Schiffe fahren unter der Flagge Finnlands, Heimathafen ist Mariehamn.